# Gastes
Gastes település Franciaországban, Landes megyében. Lakosainak száma 925 fő (2022. január 1.). Gastes Biscarrosse, Parentis-en-Born, Sainte-Eulalie-en-Born, Pontenx-les-Forges és Saint-Paul-en-Born községekkel határos.

## Népesség
A település népességének változása:
| Lakosok száma | 205  | 281  | 368  | 573  | 639  | 736  | 816  | 862  | 869  | 925  |
|               | 1968 | 1982 | 1990 | 2006 | 2013 | 2015 | 2017 | 2019 | 2020 | 2022 |